# Синдром токсичного шоку

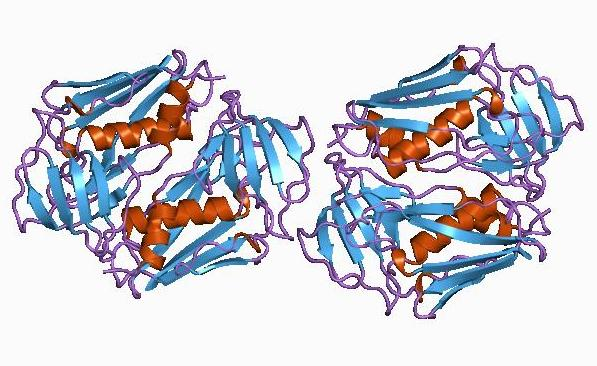
Токсин, що викликає СТШ

Синдром токсичного шоку (СТШ, англ. TSS) — патологічний стан, спричинений бактеріальними токсинами. Симптоми можуть включати лихоманку, висип, лущення шкіри та низький кров'яний тиск. Можуть бути також симптоми, пов'язані зі специфічною основною інфекцією, такою як мастит, остеомієліт, некротичний фасциїт або пневмонія.
СВТ зазвичай викликають бактерії типу Streptococcus pyogenes або Staphylococcus aureus, хоча інші теж можуть бути залучені. Синдром стрептококового токсичного шоку іноді називають синдромом, схожим до токсичного шоку (ССдТШ, TSLS). В основі механізму лежить утворення суперантигенів під час інвазивної стрептококової інфекції або локалізованої стафілококової інфекції. Фактори ризику для стафілококового типу включають використання тампонів з високою абсорбцією, тривале носіння тампонів та ураження шкіри у маленьких дітей, що характеризується лихоманкою, низьким кров'яним тиском, висипом, блюванням та/або діареєю, а також поліорганною недостатністю. Діагноз зазвичай базується на симптомах.
Лікування включає внутрішньовенне введення рідини, антибіотики, розріз і дренування будь-яких абсцесів і, можливо, внутрішньовенне введення імуноглобуліну. Необхідність швидкого видалення інфікованої тканини за допомогою хірургічного втручання у хворих зі стрептококовою інфекцією, хоча й зазвичай рекомендована, мало підтверджується доказами. Деякі рекомендують відтермінувати хірургічну санацію. Загальний ризик смерті становить близько 50 % при стрептококових захворюваннях і 5 % при стафілококових захворюваннях. Смерть може наступити впродовж 2 днів.
У США стрептококова СТШ зустрічається приблизно у 3 на 100 000 на рік, а стафілококова — приблизно в 0,5 на 100 000 на рік. Цей стан більш поширений у країнах, що розвиваються. Вперше описано в 1927 році. Через асоціацію з тампонами, які сильно вбирають, вони були вилучені з продажу.

## Епідеміологія
Загальновідомо, що СТШ є проблемою для жінок, які мають менструацію, хоча може виникати у людей будь-якого віку та статі. Приблизно 50% випадків СТШ припадає на випадки менструації. У решті випадків TSS може бути спричинений ранами на шкірі, ділянками хірургічного втручання, носовими закладками та опіками.
Синдром стафілококового токсичного шоку зустрічається рідко, і кількість зареєстрованих випадків значно зменшилася з 1980-х. Патрік Шліверт, який опублікував дослідження про це в 2004 році, визначив захворюваність у 3-4 зі 100 000 користувачок тампонів на рік; інформація, надана виробниками тампонів, таких як Tampax і Stayfree, свідчить про те, що на кожні 100 000 жінок менструація відбувається від однієї до 17 жінок на рік.
СТШ вважався спорадичним захворюванням, яке виникало у людей з ослабленим імунітетом. Це захворювання не було більш відомим до 1980-х, коли тампони з високою вбираючою здатністю використовували під час менструації. Ідея про високу вбираючу здатність тампонів змусила жінок повірити, що вони можуть залишити тампон на кілька годин. Це дозволило бактеріям рости та заражати організм, призвівши до сплеску випадків СТШ.
На початку 1980-х Філіп М. Тірно-молодший допоміг визначити, що за випадками СТШ стояли тампони. Тірно звинувачує впровадження тампонів з вищою вбираючою здатністю в 1978 році. Дослідження Tierno також показало, що повністю бавовняні тампони з меншою ймовірністю створюють умови, в яких СТШ може розвиватися; це зробили за допомогою прямого порівняння 20 брендів тампонів, включаючи звичайні тампони з бавовни/віскози та тампони з 100 % органічної бавовни від Natracare. Насправді доктор Тірно заходить так далеко, що стверджує: «Суть у тому, що ви можете отримати СТШ за допомогою синтетичних тампонів, але не за допомогою повністю бавовняних тампонів».
Зростання кількості зареєстрованих випадків відбулося на початку 2000-х: 8 смертей від синдрому в Каліфорнії в 2002 році після трьох послідовних років по чотири смерті на рік, і дослідження Шліверта показало, що випадки в частині Міннесоти зросли більш ніж втричі з 2000 по 2003 рік. Причиною підйому Шліверт вважає більш раннє менархе; інші, такі як Філіп М. Тірно та Брюс А. Ганна, звинувачують нові тампони з високою вбираючою здатністю, представлені в 1999 році, і те, що виробники припинили попереджати не залишати тампони на ніч.
СТШ частіше зустрічається взимку та навесні та найчастіше зустрічається у молодих і літніх.

## Історія

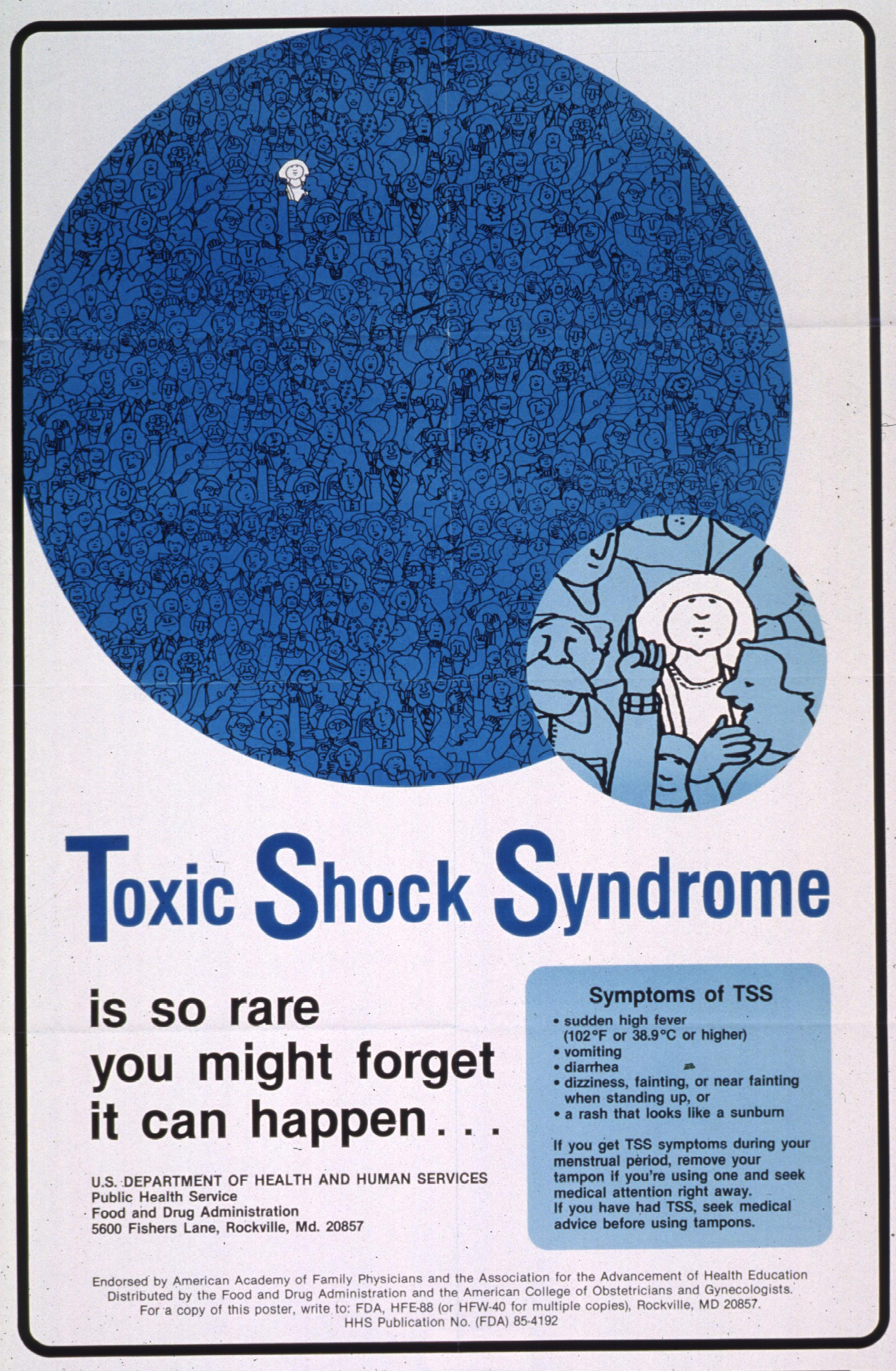
Просвітницький плакат щодо СТШ при використанні тампонів, 1985

### Початковий опис
Термін «синдром токсичного шоку» вперше використав у 1978 році педіатр з Денвера Джеймс К. Тодд для опису стафілококового захворювання у трьох хлопчиків і чотирьох дівчаток віком 8–17 років. Попри те, що S. aureus виділили зі слизових оболонок у пацієнтів, бактерії не вдалося виділити з крові, спинномозкової рідини або сечі, що викликає підозру, що токсин був залучений. Автори дослідження відзначили, що повідомлення про подібні стафілококові захворювання іноді з'являлися ще в 1927 році, але тоді автори не врахували можливість зв'язку між синдромом токсичного шоку та використанням тампонів, оскільки три дівчини, у яких була менструація, при розвитку хвороби використовували тампони. Багато випадків СТШ виникли після того, як тампони залишилися після того, як їх слід було видалити.

### Суперпоглинаючі тампони
Після суперечливого випробувального маркетингу в Рочестері, штат Нью-Йорк, і Форт-Вейні, штат Індіана, у серпні 1978 року Procter and Gamble представила супервбираючі менструальні тампони Rely на ринку США у відповідь на вимоги жінок щодо тампонів, які могли б увібрати менструальні виділення без підтікання або заміни. Rely використовувала карбоксиметилцелюлозу (англ. CMC) і спресовані кульки поліестеру для поглинання. Така конструкція тампона може поглинати рідини, яка майже в 20 разів перевищує вагу тампона. Крім того, тампон розкривався у формі чашки у вагіні, щоб утримувати менструальну рідину без витоку. 
У січні 1980 року епідеміологи у Вісконсині та Міннесоті повідомили про появу СТШ, переважно у тих, хто мали менструацію, до ЦКЗ (англ. CDC). S. aureus був успішно культивований з більшості предметів. Була створена робоча група з синдрому токсичного шоку, яка досліджувала епідемію, оскільки кількість зареєстрованих випадків зростала протягом літа 1980 року. У вересні 1980 року CDC повідомила, що користувачки Rely мають підвищений ризик розвитку СТШ.
22 вересня 1980 року Procter and Gamble відкликала Rely після публікації звіту CDC. У рамках добровільного відкликання Procter and Gamble уклала угоду про згоду з FDA, яка «передбачає програму сповіщення споживачок і вилучення продукту з ринку». Однак іншим вченим було ясно, що Rely був не єдиним винуватцем. В інших регіонах США остерігалося збільшення менструального СТШ до введення Rely.
Пізніше було показано, що більш висока поглинаюча здатність тампонів була пов'язана з підвищеним ризиком СТШ, незалежно від хімічного складу або марки тампона. Єдиним винятком був Rely, для якого ризик СТШ був ще вищим, якщо внести поправку на його абсорбцію. Здатність карбоксиметилцелюлози фільтрувати токсин S. aureus, який спричиняє СТШ, може бути причиною підвищеного ризику, пов'язаного з Rely.

## Ознаки та симптоми
Симптоми синдрому токсичного шоку відрізняються залежно від основної причини. 
СТШ, що виникає в результаті інфікування бактерією Staphylococcus aureus, зазвичай проявляється у здорових людей у вигляді ознак і симптомів, включно з високою температурою, що супроводжується низьким кров'яним тиском, нездужанням і сплутаністю свідомості, які можуть швидко прогресувати до ступору, коми та поліорганної недостатності. Характерний висип, який часто спостерігається на ранніх стадіях хвороби, нагадує сонячний опік (навпаки, стрептококовий СТШ рідко включатиме висип, схожий на сонячний опік), і може вражати будь-яку ділянку тіла, включно з губами, ротом, очима, долонями і стопами. У пацієнтів, які вижили, висип лущиться (відпадає) через 10–21 день.
STSS, спричинений бактерією Streptococcus pyogenes або ССдТШ (англ. TSLS), зазвичай проявляється в людей із уже існуючими шкірними інфекціями, викликаними цією бактерією. Ці люди часто відчувають сильний біль у місці шкірної інфекції, що супроводжується швидким прогресуванням симптомів, як описано вище для СТШ.

## Патофізіологія
Як при СТШ (викликаному S. aureus), так і при TSLS (викликаному S. pyogenes) прогресування захворювання відбувається через суперантигенний токсин. Токсин при інфекціях S. aureus — це СТШ Токсин-1 або СТШТ-1. СТШТ-1 секретується як єдиний поліпептидний ланцюг. Ген, що кодує токсин синдрому токсичного шоку, переноситься мобільним генетичним елементом S. aureus у SaPI сімействі островів патогенності. Токсин викликає неспецифічне зв'язування MHC II на професійних антигенпрезентувальних клітинах з Т-клітинними рецепторами на Т-клітинах.
У типовому Т-клітинному розпізнаванні антиген поглинається антигенпрезентувальною клітиною, обробляється, експресується на поверхні клітини в комплексі з головним комплексом гістосумісності класу II ГКГ (англ. MHC) у борозенці, утвореній альфа- та бета-ланцюгами класу II ГКГ, і розпізнається антигенспецифічним Т-клітинним рецептором. Це призводить до активації поліклональних Т-клітин. Суперантигени не вимагають процесингу антигенпрезентувальними клітинами, а натомість взаємодіють безпосередньо з інваріантною ділянкою  молекули класу II ГКГ. У пацієнтів із СТШ одночасно може бути активовано до 20 % усіх Т-клітин організму. Ця поліклональна популяція Т-клітин викликає цитокіновий шторм, а потім мультисистемне захворювання.

## Фактори ризику
Кілька можливих причин синдрому токсичного шоку:
- Порізи або відкриті рани на шкірі
- Хірургічні рани
- Вірусні інфекції (напр. вітряна віспа)
- Контрацептивні губки
- Історія недавніх пологів, викидня або аборту
- Використання супервбираючих тампонів
- Раніше мали TSS

## Діагностика
Для синдрому стафілококового токсичного шоку діагноз ґрунтується на критеріях ЦКЗ, визначених у 2011 році, а саме:
1. Температура тіла > 38,9 °C (102,02 °F)
2. Систолічний артеріальний тиск < 90 мм рт
3. Дифузна макулярна еритродермія[en]
4. Десквамація (особливо долонь і підошов) через 1–2 тижні після початку
5. Ураження трьох і більше систем органів:
  - Шлунково-кишковий тракт (блювання, діарея)
  - М'язова: сильна міалгія або рівень креатинфосфокінази щонайменше вдвічі перевищує верхню межу норми для лабораторії
  - Гіперемія слизової оболонки (вагінальної, ротової порожнини, кон'юнктиви)
  - Ниркова недостатність (креатинін сироватки крові > 2 рази вище норми)
  - Запалення печінки (білірубін, АСТ або АЛТ у 2 рази вище норми)
  - Низька кількість тромбоцитів (кількість тромбоцитів < 100 000/мм 3)
  - Ураження центральної нервової системи (сплутаність свідомості без будь-яких фокальних неврологічних ознак)
6. Негативні результати:
  - Посіви крові, горла та ліквору на інші бактерії (крім S. aureus)
  - Негативна серологія на рикетсії, лептоспіроз та кір

Випадки класифікуються як підтверджені або ймовірні таким чином:
- Підтверджено: усі шість критеріїв, наведених вище, виконані (якщо пацієнт(-ка) не помре до появи десквамації),
- Ймовірно: виконано п'ять із шести критеріїв, наведених вище.

## Лікування
Серйозність захворювання часто вимагає госпіталізації. Госпіталізація у відділення інтенсивної терапії часто необхідна для проведення підтримувальної терапії (для агресивного введення рідини, вентиляції, замісної ниркової терапії та інотропного підтримування), особливо у випадку поліорганної недостатності. Лікування включає видалення або дренування джерела інфекції (часто тампона) та дренування абсцесів. Результати гірші у пацієнтів, у яких не видалено джерело інфекції.
Антибіотикотерапія повинна охоплювати як S. pyogenes і S. aureus. Це може включати комбінацію цефалоспоринів, пеніцилінів або ванкоміцину. Додавання кліндаміцину або гентаміцину зменшує утворення токсинів і смертність.
У деяких випадках призначають інші методи лікування, такі як препарати для артеріального тиску (для стабілізації артеріального тиску, якщо він занадто низький), діаліз, кисневу маску (для стабілізації рівня кисню), а іноді — апарат штучної вентиляції легень. Іноді вони використовуються для лікування побічних ефектів від зараження синдромом синдрому ураження.

## Прогноз
При правильному лікуванні люди зазвичай одужують через два-три тижні. Однак стан може бути смертельним протягом кількох годин. Рівень смертності від СТШ становить 30–70 %. Діти, які постраждали від СТШ, як правило, одужують легше, ніж дорослі.

## Ускладнення
- Ампутація пальців рук, ніг, іноді кінцівок[30]
- Смерть
- Печінкова або ниркова недостатність[31]
- Проблеми з серцем[31]
- Респіраторний дистрес[31]
- Септичний шок[25]
- Залежно від конкретного випадку можуть виникнути інші відхилення.

## Профілактика
Під час менструації:
- На ніч використовуйте прокладки замість тампонів
- Намагайтеся міняти тампон кожні 4—8 годин
- Використовуйте тампони з низьким поглинанням
- Дотримуйтесь інструкцій під час використання вагінальних контрацептивів (губки або діафрагми)
- Під час менстрауції обов'язково дотримуйтесь гігієни

Для всіх:
- Тримайте відкриті рани в чистоті
- Слідкуйте за ранами та порізами на наявність ознак інфекції (наприклад, гній, почервоніння та тепло на дотик)[25]
- Зберігайте особисті речі (наприклад, рушники, простирадла, бритви)
- Прати одяг і постільну білизну в гарячій воді

## Помітні випадки
- Клайв Баркер, який повністю одужав, заразився синдромом після відвідування стоматолога.[33]
- Лана Кок-Крофт, повністю одужала, заразилася синдромом через стрептококову інфекцію групи А.[34]
- Джим Генсон, пом. 1990 р. захворів на синдром внаслідок стрептококової інфекції групи А і згодом від нього помер.[35][36]
- Нан К. Робертсон, пом. 2009, лауреат Пулітцерівської премії 1983 року за її детальну медичну розповідь про її боротьбу з синдромом токсичного шоку, історія для обкладинки The New York Times Magazine, яка на той час стала найбільш широко синдикованою статтею в історії Times.[37]
- Барбара Робісон, провідна вокалістка психоделічного рок-гурту Peanut Butter Conspiracy, виступала в Батті, штат Монтана, 6 квітня 1988 року; під час концерту їй стало зле і її доправили до лікарні. Вона не одужала і померла через 16 днів 22 квітня від отруєння токсичним шоком у віці 42 років[38].
- Майк фон Еріх, пом. 1987, розвинувся синдром після операції на плечі: він, очевидно, одужав, але отримав пошкодження мозку та втрату ваги в результаті захворювання; пізніше він покінчив життя самогубством.[39]